# Iranisches Hochland

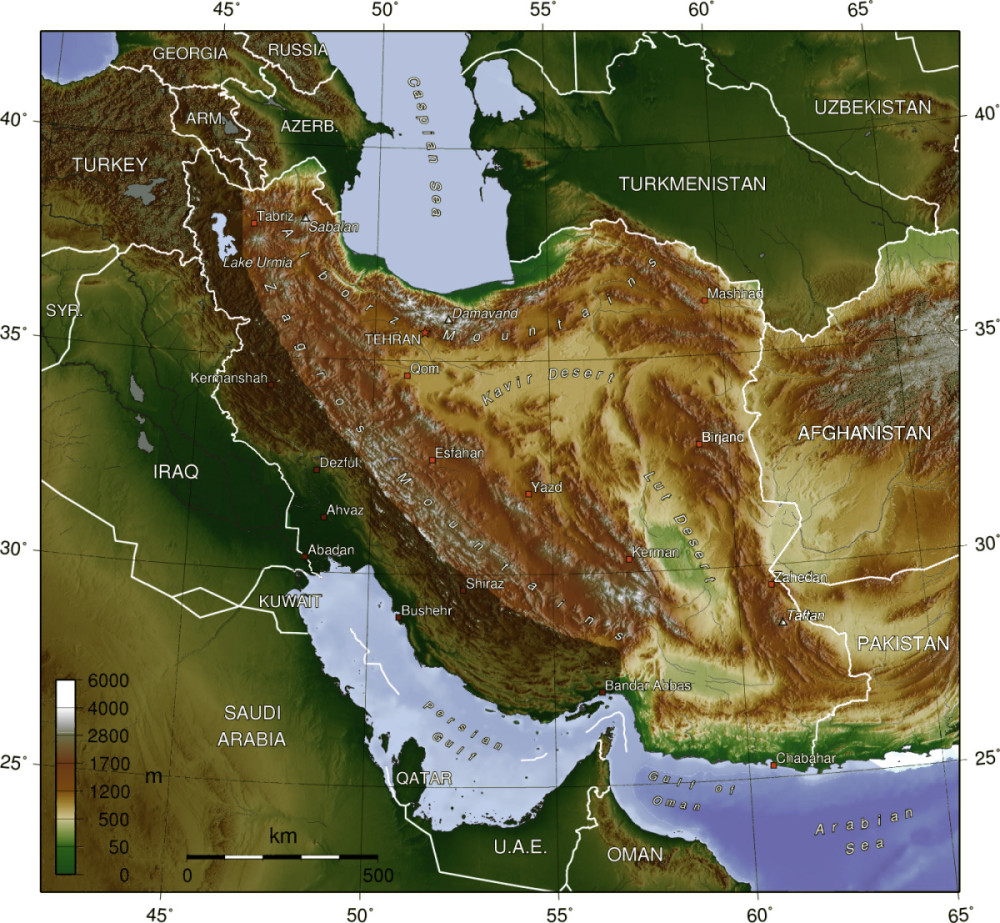
Topographische Karte des Iranischen Hochlands mit modernen Grenzen

Das Iranische Hochland, auch Persisches Plateau (persisch فلات ایران Falāt-e Īrān), iranisches Plateau und ähnlich genannt, ist eine gebirgige Region in Asien, zwischen dem Zweistromland im Westen und der Hindukuschregion im Osten. Der größte Teil des Hochlands befindet sich in Iran.

## Abgrenzung und Name
Die nördliche Grenze des Hochlandes liegt in Zentralasien, im Süden begrenzen der Persische Golf, die Straße von Hormus und der Golf von Oman das Gebiet. Es umfasst nicht nur iranisches Staatsgebiet, sondern auch Teile von Afghanistan, Aserbaidschan, Pakistan und Turkmenistan. Der Name ist angelehnt an die frühen, sich selbst als „Arier“ bezeichnenden, iranischsprachigen Völker, also jenen Zweig der Indogermanen, der beginnend ab dem 2. Jahrtausend v. Chr. die Region besiedelte und kultivierte. Der Begriff wird häufig gleichgesetzt mit der iranisch geprägten, von der Encyclopaedia Iranica als Iranian Cultural Continent und von einigen Iranisten als „Groß-Iran“ bezeichneten Kulturregion, die sich weitestgehend mit dem iranischen Hochland deckt und über diese hinaus insbesondere auf benachbarte Regionen im Kaukasus, in Zentralasien und Anatolien übergreift.

## Landschaft und Geologie

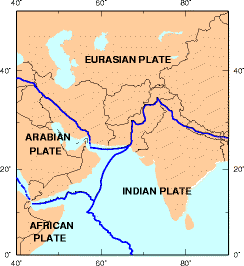
Plattengrenzen im Raum Mittelasien

Das Hochland bildet sich aus einer tektonischen Platte (Iranische Platte), als Teil der Eurasischen Platte, eingekeilt zwischen der Arabischen und der Indischen Platte. Es gehört zum alpidischen Gebirgsgürtel, der im Norden im Raum Kurdistan in das Anatolische Hochland und die Kaukasusregion übergeht und im Osten, in der Hindukuschregion, dem Pamir und dem Himalaya Fortsetzung findet. Die eigentlichen Faltengebirge, die das Hochland als Randgebirge umgrenzen, sind das Elbursgebirge (Kuh-e Alborz) im Norden, gegen das Kaspische Meer und Kopet Dag und Aladağlar gegen die Karakum, im Westen und Südwesten das Zagrosgebirge gegen die Euphratniederungen und den Persischen Golf. Im Südosten geht das Hochland über die Gebirgszüge Kuh-e Jebal Barez, Kuh-e Birag, Kuh-e Taftan und Kuh-i Sultangruppe und die Senke Jaz Murian in die Bergregion Belutschistan über. Das Hochland selbst ist nicht der alpidischen Orogenese zuzuordnen, sondern eher in Zusammenhang mit der Bildungen von Ural und Hajar (Omanzug) zu sehen. Aufgrund der aktiven Tektonik ist die Region erdbebengefährdet und zeigt rezenten Vulkanismus.
Gegliedert wird das Hochland durch die NW–SO streichenden Nebenketten des Zagros, die Kuhrudkette (Kuh-e Rud), Kuh-e Davaran und Kuh-e Banan. Zwischen den Randgebirgen und dem Kuhrud liegen die großen Wüsten des Plateaus (Wüste Lut/Dascht-e Lut, Dascht-e Kawir, Rigestan, Dascht-e Margoh, Jaz Murian, Hamum-i Mashkel).
| Nördl. Zagros Südl. Zagros Elburs Urmia Kopet Dag Kawir Zayandeh Rud Zard Kuh Lut Hamun Hilmend Hazaran Barez Jaz Murian Sistan Koh-e Baba Hari Euphrat Indus Amudarja Kaspisee Persischer Golf |